# Concertstuk voor piano en orkest
Het Concertstuk voor piano en orkest in C majeur is een compositie van Adolf Wiklund.
Wiklund was zelf van huis uit pianist dan wel organist, maar wijdde zijn volwassen leven vooral aan dirigeren en componeren. Alhoewel veel van zijn werk behoort tot het vergeten repertoire, dan wel repertoire dat alleen in thuisland Zweden bekend is, kregen zijn drie werken voor piano en orkest plaatopnames in het compact disctijdperk. Het Concertstuk voor piano en orkest stamt uit 1902/1903 toen Wiklund nog bij Richard Andersson en in Parijs studeerde. Het werk is geschreven in de romantische stijl en in de sonatevorm. Het werk begint traag in het andante maestosotempo en eindigt in een gematigd snel tempo allegro moderato.
De componist zat zelf achter de piano tijdens een door Richard Andersson georganiseerd concert op 23 april 1903. Wiklund werd daarbij begeleid door Konsertföreningen (voorloper van het Koninklijk Filharmonisch Orkest van Stockholm) onder leiding van Tor Aulin. Drie jaar later kreeg het nog een uitvoering met de componist achter de piano, Wiklund had toen de cadenza aangepast en het werk enigszins ingekort. Aan het slot (17:09 van de Sterling-opname) zit een opvallende passage, die sterk doet denken aan de filmmuziek van Star Wars.
De orkestratie laat een “romantisch” orkest zien:
- solo piano
- 2 dwarsfluiten, 2 hobo’s, 2 klarinetten, 2 fagotten
- 4 hoorns, 2 trompetten, 3 trombones, 1 tuba
- pauken
- violen, altviolen, celli, contrabassen